# Sappy
SAPPY – drugi japoński minialbum południowokoreańskiej grupy Red Velvet, wydany 29 maja 2019 roku przez wytwórnię Avex Trax. Został wydany w dwóch edycjach: regularnej i limitowanej. Album osiągnął 4 pozycję w rankingu Oricon i pozostał na liście przez 5 tygodni, sprzedał się w nakładzie 15 895 egzemplarzy.
6 stycznia 2019 roku ukazał się japoński cyfrowy singel pt. „SAPPY”, do którego teledysk został udostępniony na YouTube dzień wcześniej. 20 lutego grupa wydała kolejny cyfrowy singel pt. „Sayonara”. Na płycie znajdują się także japońskie wersje piosenek „Peek-A-Boo”, „Rookie” i „Power Up”.

## Lista utworów
| CD | CD                           | CD              | CD | CD                                 | CD      |
| Nr | Tytuł utworu                 | Tekst           | Kompozycja | Aranżacja                          | Długość |
| -- | ---------------------------- | --------------- | --- | ---------------------------------- | ------- |
| 1. | „SAPPY”                      | MEG.ME          | Maria Marcus, Andreas Oberg, Emyli                                                                                         |                                    | 3:19    |
| 2. | „Swimming Pool”              | Hidenori Tanaka | |                                    | 3:20    |
| 3. | „Sayonara”                   | Daisuke Nojima  | Shin Hyuk, Kyum Lyk, Ashley Alisha                                                                                         | JJ Evans                           | 3:15    |
| 4. | „Peek-a-Boo” (wer. japońska) |                 | Moonshine, Cazzi Opeia, Ellen Berg Tollbom                                                                                 | Moonshine                          | 3:09    |
| 5. | „Rookie” (wer. japońska)     |                 | Jamil 'Digi' Chammas, Leven Kali, Sara Forsberg, Karl Powell, Harrison Johnson, MZMC, Otha 'Vakseen' Davis III, Tay Jasper | The ColleaguesJamil 'Digi' Chammas | 3:16    |
| 6. | „Power Up” (wer. japońska)   |                 | Ellen Berg Tollbom, Cazzi Opeia, Jonatan Gusmark, Ludvig Evers                                                             | Jonatan Gusmark, Ludvig Evers      | 3:25    |

## Listy przebojów
| Lista                      | Pozycja |
| -------------------------- | ------- |
| Oricon Weekly Albums Chart | 4       |
| Billboard Japan Hot Albums | 4       |